# Jesufrei
Jesufrei ist ein portugiesischer Ort und eine ehemalige Gemeinde (Freguesia) im nordportugiesischen Kreis Vila Nova de Famalicão. Die Gemeinde hatte 606 Einwohner (Stand 30. Juni 2011).
Am 29. September 2013 wurden die Gemeinden Jesufrei, Lemenhe und Mouquim zur neuen Gemeinde União das Freguesias de Lemenhe, Mouquim e Jesufrei zusammengeschlossen.

## Bauwerke
- Castro do Monte das Ermidas
- Alminhas de Codeços
- Alminhas de Palhares